# Tjörnarp
Tjörnarp – miejscowość (tätort) w Szwecji, w regionie administracyjnym (län) Skania, w gminie Höör.
Według danych Szwedzkiego Urzędu Statystycznego liczba ludności wyniosła: 829 (31 grudnia 2015), 903 (31 grudnia 2018) i 923 (31 grudnia 2019).